# Piper Tegl
Pipers Teglværker A/S eller Piper Tegl er et dansk aktieselskab med hovedsæde i Aalborg. Selskabet beskæftiger i alt 246 medarbejdere (2008) i Danmark og Tyskland. Selskabet driver bl.a teglværkerne Gandrup Teglværk, Vindø Teglværk og Hammershøj Teglværk. Selskabet producerer og sælger diverse produkter i tegl. Virksomheden står for ca. 30% af den danske kapacitet indenfor murstensproduktion og ca. 50% af den danske kapacitet af tegltagsten og eksporterer primært til Sverige, Tyskland og Norge.
Venstres folketingsmedlem Preben Bang Henriksen sidder i Pipers Teglværkers og Randers Tegls bestyrelser.

## Datterselskaber og associerede selskaber
A/S Randers Tegl, Carlsberg Bjælker A/S, Carlsberg Mur A/S, Randers Tegl Deutschland GmbH og Nordisher Ziegel Industrie GmbH